# Flandern-Rundfahrt 1966
Die Flandern-Rundfahrt 1966 war die 50. Austragung der Flandern-Rundfahrt, ein Eintagesrennen im Straßenradsport. Es wurde am 9. April 1966 über eine Distanz von 245 km ausgetragen. Sieger wurde Edward Sels aus Belgien.

## Rennen
151 Radrennfahrer stellten sich dem Starter in Gent. Die Flandern-Rundfahrt gehörte zur Rennserie Super Prestige Pernod 1966. Wegen Bauarbeiten wurde der Oude Kwaremont in diesem Jahr nicht befahren. Nach mehrfach wechselnden Spitzengruppen setzten sich neun Kilometer vor dem Ziel 14 Fahrer ab. Den Zielsprint gewann Sels knapp.

## Ergebnis
| Platz | Fahrer               | Team             | Zeit              |
| ----- | -------------------- | ---------------- | ----------------- |
| 1.    | Edward Sels          | Solo–Superia     | 5: 30: 00 Stunden |
| 2.    | Adriano Durante      | Salvarani        | gl. Zeit          |
| 3.    | Georges Vandenberghe | Smith’s          | gl. Zeit          |
| 4.    | Guido Reybrouck      | Smith’s          | gl. Zeit          |
| 5.    | Willy Planckaert     | Smith’s          | gl. Zeit          |
| 6.    | Gianni Motta         | Molteni          | gl. Zeit          |
| 7.    | Willy Bocklant       | Dr. Mann-Grundig | + 0:58 Minuten    |
| 8.    | Jan Nolmans          | Dr. Mann-Grundig | gl. Zeit          |
| 9.    | Vittorio Adorni      | Salvarani        | gl. Zeit          |
| 10.   | Felice Gimondi       | Salvarani        | gl. Zeit          |